# ویرجیل هیل
ویرجیل هیل (انگلیسی: Virgil Hill؛ زادهٔ ۱۸ ژانویهٔ ۱۹۶۴) بوکسور اهل ایالات متحده آمریکا بود.